# Sacramento Challenger 2013
Il Sacramento Challenger 2013 è stato un torneo di tennis facente parte della categoria ATP Challenger Tour nell'ambito dell'ATP Challenger Tour 2013. È stata la 9ª edizione del torneo che si è giocata a Sacramento negli Stati Uniti dal 30 settembre 2013 su campi in cemento e aveva un montepremi di $100,000.

## Partecipanti singolare

### Teste di serie
| Nazionalità | Giocatore      | Ranking* | Testa di serie |
| ----------- | -------------- | -------- | -------------- |
| Stati Uniti | Denis Kudla    | 99       | 1              |
| Stati Uniti | Tim Smyczek    | 105      | 2              |
| Australia   | Matthew Ebden  | 122      | 3              |
| Stati Uniti | Rajeev Ram     | 126      | 4              |
| Stati Uniti | Rhyne Williams | 128      | 5              |
| Stati Uniti | Alex Kuznetsov | 130      | 6              |
| Stati Uniti | Bradley Klahn  | 134      | 7              |
| Stati Uniti | Donald Young   | 142      | 8              |

- Ranking al 23 settembre 2013.

### Altri partecipanti
Giocatori che hanno ricevuto una wild card:
- Collin Altamirano
- Jarmere Jenkins
- Robert Kendrick
- Robert Noah

Giocatori che sono passati dalle qualificazioni:
- Dimitar Kutrovsky
- Thanasi Kokkinakis
- Dennis Nevolo
- Fritz Wolmarans

Giocatori che hanno ricevuto un entry come alternate:
- Daniel Cox

## Vincitori

### Singolare
Donald Young ha battuto in finale  Tim Smyczek con il punteggio di 7–5, 6–3

### Doppio
Matt Reid /  John-Patrick Smith hanno battuto in finale  Jarmere Jenkins /  Donald Young con il punteggio di 7–6(1), 4–6, [14–12]